# Grigorii Klimentev
Grigorii Grigorievitch Klimentev (en russe : Григорий Григорьевич Климентьев), né le 13 décembre 2000 en Russie, est un gymnaste artistique russe.

## Carrière sportive
Il est médaillé de bronze aux anneaux aux Championnats du monde de gymnastique artistique 2021.